# Cratino (jurisconsulto)
Cratino de Constantinopla fue un jurista bizantino que vivió en el siglo VI. Era profesor de derecho en Constantinopla y fue uno de los 16 integrantes de la comisión designada por Justiniano I en el año 530 para la elaboración del Digesto, trabajo que terminaron en tres años. También fue uno de los ocho profesores a quien iba dirigida la Constitución Omnem, referida a un nuevo plan de estudios que se debía seguir para la enseñanza del Derecho.
Fue nombrado Comes sacrarum largitionum. 